# Lục Khảng
Lục Khảng (tiếng Trung: 陆慷, sinh tháng 5 năm 1968), người Giang Tô, hiện đang nhậm chức Vụ trưởng Vụ Thông tin Bộ Ngoại giao nước Cộng hòa Nhân dân Trung Hoa, là người phát ngôn thông tin Bộ Ngoại giao.
Từ năm 1993, Lục Khảng từng công tác tại các đơn vị thuộc hệ thống ngoại giao: Vụ Quốc tế Bộ Ngoại giáo, đoàn đại biểu Trung Quốc thường trú Liên Hợp Quốc, Vụ Quân khống Bộ Ngoại giao, Đại sứ quán Trung Quốc tại Ireland, Vụ Bắc Mỹ-châu Đại Dương, trong thời gian này đạt được học vị thạc sĩ chính sách công của Đại học Quốc gia Singapore, đồng thời vào tháng 12 năm 2012 được điều nhiệm làm công sứ tại Đại sứ quán Trung Quốc tại Mỹ. Từ năm 2015 đến nay nhậm chức Vụ trưởng Vụ Thông tin Bộ Ngoại giao.
Ngày 17 tháng 4 năm 2015, Bộ Ngoại giao Trung Quốc cử hành họp báo trong và ngoài nước, giới thiệu tình hình Chủ tịch Tập Cận Bình sang thăm Pakistan, đồng thời sang Indonesia dự Hội nghị nhà lãnh đạo Á-Phi và hoạt động kỷ niệm 60 năm Hội nghị Bangdung. Tân vụ trưởng Lục Khảng chủ trì họp báo, lần đầu xuất hiện công khai trước truyền thông. Ngày 15 tháng 6 cùng năm, Lục Khảng lần đầu tự mình chủ trì họp báo thường lệ của Bộ Ngoại giao.